# Nowaja Briań
Nowaja Briań (ros. Новая Брянь) – wieś w Rosji, w Buriacji, w rejonie zaigrajewskim. W 2010 liczyła 4643 mieszkańców.